# Walther von der Vogelweide
Walther von der Vogelweide (cca 1170 Bavorsko nebo Rakousko – cca 1230 Würzburg) byl německy píšící lyrický básník a jedna z největších postav německého minnesangu.
Počátky jeho básnické tvorby spadají do doby vlády rakouského vévody Fridricha I., kdy se Walther dle svých vlastních slov „naučil zpívat a vyprávět“. Jeho socha se nachází v Bolzanu, Duchcově, pomník v České Lípě a v mnoha dalších městech.

## Dílo
Zachovalo se okolo 500 strof básní a písní. Autor si sám skládal melodie, do dnešní doby se však zachoval zápis pouze jedné z nich – Palästinalied.